# Лі Демін (Ся)
Лі Демін (спрощ.: 李德明; піньїнь: Lǐ Démíng) (*981 — †1032) — останній військовий губернатор (Діннань цзєдуши) провінції, що існувала на територіях стародавнього царства Ся за часів кінця династії Тан, протягом періоду п'яти династій і десяти держав і на початку часів Династії Сун стародавнього Китаю, батько першого імператора Західної Ся Лі Юаньхао.
Лі Демін був старшим сином правителя тангутської держави Лі Цзіцяня і ще з дитинства зростав, навчався і виховувався у суворій армійській обстановці, в умовах військових походів під наглядом батька. 
Після смерті батька у 1004 став правителем тангутів і продовжував справу батька, розширюючи і укріплюючи державу Ся. Згідно із передсмертними батьківськими порадами, уклав мир із династіями Сун та Ляо, і почав розширювати свою державу на захід. За декілька років захопив значну частину Тибетської імперії, Уйгурського каганату, міста: Сілян (нині Увей провінції Ґаньсу), Ґаньчжоу (нині Чжан’е провінції Ґаньсу), Шаджоу (нині Дуньхуан провінції Ґаньсу) та інші. У цій кампанії брав участь, як воєначальник, і відзначився старший син Лі Деміна, принц Лі Юаньхао. Результатом кампанії стало встановлення контролю виходу через перевал Коридору Хесі. 
Окрім військових кампаній, Лі Демін, як і його батько, приділяв увагу розвитку внутрішньої економіки і сільського господарства, які намагався розвивати на кшталт економік земель успішних і багатих династій Сун та Ляо. Разом з тим, його стратегії розширення держави поширювалися також і на їх землі попри родичання і дружбу з ними. 
Помер власною смертю у листопаді 1032, так і не доживши до здійснення власних планів і планів батька створити імперію на базі держави Ся. Похований в мавзолеї «Цзялін» пантеону Західної Ся у 1038.